# William Edward Phipps
William Edward Phipps (Indiana, 4 de fevereiro de 1922 – Santa Mônica, 1 de junho de 2018) foi um ator norte americano e produtor, talvez melhor conhecido por seus papéis em dezenas de clássicos de ficção científica e faroeste, tanto em filmes e na televisão.

## Reforma e pós-carreira
Phipps', último filme foi em 2000, no filme independente Sórdido Vida, na qual ele também serviu como um dos produtores do filme. Em 2005, vários dos Phipps filmes foram objeto de um EIU (Eastern Illinois University) festival de cinema em sua honra. Ele recebeu um doutorado honorário da universidade no ano seguinte.  

### Morte
Phipps morreu de câncer de pulmão em 1 junho de 2018, aos 96 anos de idade.

## Filmografia
Filmes
| Year | Title                                  | Role                                   |
| ---- | -------------------------------------- | -------------------------------------- |
| 1947 | Crossfire                              | Leroy                                  |
| 1948 | The Arizona Ranger                     | Ranger Mac                             |
| 1948 | They Live by Night                     | Young Farmer                           |
| 1948 | Station West                           | Sergeant                               |
| 1948 | Train to Alcatraz                      |                                        |
| 1949 | Scene of the Crime                     | Young Gun Owner                        |
| 1950 | The Man on the Eiffel Tower            | Janvier                                |
| 1950 | Key to the City                        | Reporter                               |
| 1950 | The Outriders                          | Young Union Guard                      |
| 1950 | Cinderella                             | Prince Charming (voice)                |
| 1950 | Rider from Tucson                      | Bud Thurber                            |
| 1951 | The Red Badge of Courage               | Officer                                |
| 1951 | Five                                   | Michael                                |
| 1951 | No Questions Asked                     | Roger                                  |
| 1952 | Rose of Cimarron                       | Jeb Dawley                             |
| 1952 | Loan Shark                             | Ed Haines                              |
| 1952 | Flat Top                               | Red Kelley                             |
| 1953 | Invaders from Mars                     | Sgt. Baker                             |
| 1953 | Julius Caesar                          | Servant to Antony                      |
| 1953 | Northern Patrol                        | Johnny Webb                            |
| 1953 | Flat Top                               | Frank Stevens                          |
| 1953 | Fort Algiers                           | Lt. Gerrier                            |
| 1953 | The War of the Worlds                  | Wash Perry                             |
| 1953 | Cat-Women of the Moon                  | Douglas Smith                          |
| 1953 | The Twonky                             | Student                                |
| 1954 | Riot in Cell Block 11                  | Mickey                                 |
| 1954 | Executive Suite                        | Bill Lundeen                           |
| 1954 | Francis Joins the WACS                 | Jeep driver                            |
| 1954 | The Snow Creature                      | Lieutenant Dunbar                      |
| 1957 | The Brothers Rico                      | Joe Wesson                             |
| 1958 | The Walter Winchell File               | Episode "David & Goliath" -Stony Jones |
| 1962 | Black Gold                             | Albert Mailer                          |
| 1988 | Messenger of Death                     | Doc Turner                             |
| 1993 | Homeward Bound: The Incredible Journey | Quentin                                |
| 2000 | Sordid Lives                           | Rev Barnes                             |